# Itaporanga (microregio)
Itaporanga is een van de 23 microregio's van de Braziliaanse deelstaat Paraíba. Zij ligt in de mesoregio Sertão Paraibano en grenst aan de microregio's Cajazeiras, Piancó, Serra do Teixeira, Pajeú (PE), Salgueiro (PE) en Barro (CE). De microregio heeft een oppervlakte van ca. 3.054 km². In 2006 werd het inwoneraantal geschat op 82.841.
Elf gemeenten behoren tot deze microregio:
- Boa Ventura
- Conceição
- Curral Velho
- Diamante
- Ibiara
- Itaporanga
- Pedra Branca
- Santa Inês
- Santana de Mangueira
- São José de Caiana
- Serra Grande

Mesoregio's: Agreste Paraibano · Borborema · Mata Paraibana · Sertão Paraibano

Microregio's: Brejo Paraibano · Cajazeiras · Campina Grande · Cariri Ocidental · Cariri Oriental · Catolé do Rocha · Curimataú Ocidental · Curimataú Oriental · Esperança · Guarabira · Itabaiana · Itaporanga · João Pessoa · Litoral Norte · Litoral Sul · Patos · Piancó · Sapé · Seridó Ocidental · Seridó Oriental · Serra do Teixeira · Sousa · Umbuzeiro